# Жанетт Немет
Жанетт Немет (угор. Zsanett Németh; нар. 21 січня 1994, Веспрем) — угорська борчиня вільного стилю, срібна та бронзова призерка чемпіонатів Європи, учасниця Олімпійських ігор.

## Життєпис
Боротьбою почала займатися з 2000 року.
Виступала за борцівський клуб «Ujpesti Torna Egylet» (UTE) Будапешт. Тренери — Лайош Надь, Іштван Гуляш.
Була учасницею літніх юнацьких Олімпійських ігор 2010 року в Сингапурі (її олімпійський дебют, зайняла 7-ме місце).

## Спортивні результати на міжнародних змаганнях

### Виступи на Олімпіадах
| Змагання                    | Збірна   | Вагова категорія          | Місце |
| --------------------------- | -------- | ------------------------- | ----- |
| Літні Олімпійські ігри 2016 | Угорщина | жіноча боротьба, до 75 кг | 10    |

### Виступи на Чемпіонатах світу
| Змагання                        | Збірна   | Вагова категорія          | Місце |
| ------------------------------- | -------- | ------------------------- | ----- |
| Чемпіонат світу з боротьби 2013 | Угорщина | жіноча боротьба, до 72 кг | 16    |
| Чемпіонат світу з боротьби 2014 | Угорщина | жіноча боротьба, до 75 кг | 15    |
| Чемпіонат світу з боротьби 2015 | Угорщина | жіноча боротьба, до 75 кг | 21    |
| Чемпіонат світу з боротьби 2017 | Угорщина | жіноча боротьба, до 75 кг | 12    |
| Чемпіонат світу з боротьби 2018 | Угорщина | жіноча боротьба, до 76 кг | 5     |
| Чемпіонат світу з боротьби 2019 | Угорщина | жіноча боротьба, до 76 кг | 24    |
| Чемпіонат світу з боротьби 2021 | Угорщина | жіноча боротьба, до 76 кг | 11    |

### Виступи на Чемпіонатах Європи
| Змагання                         | Збірна   | Вагова категорія          | Місце  |
| -------------------------------- | -------- | ------------------------- | ------ |
| Чемпіонат Європи з боротьби 2014 | Угорщина | жіноча боротьба, до 75 кг | 5      |
| Чемпіонат Європи з боротьби 2016 | Угорщина | жіноча боротьба, до 75 кг | 9      |
| Чемпіонат Європи з боротьби 2017 | Угорщина | жіноча боротьба, до 75 кг | Срібло |
| Чемпіонат Європи з боротьби 2018 | Угорщина | жіноча боротьба, до 76 кг | 7      |
| Чемпіонат Європи з боротьби 2019 | Угорщина | жіноча боротьба, до 76 кг | Бронза |
| Чемпіонат Європи з боротьби 2020 | Угорщина | жіноча боротьба, до 76 кг | 12     |
| Чемпіонат Європи з боротьби 2021 | Угорщина | жіноча боротьба, до 76 кг | 9      |

### Виступи на Європейських іграх
| Змагання              | Збірна   | Вагова категорія          | Місце |
| --------------------- | -------- | ------------------------- | ----- |
| Європейські ігри 2015 | Угорщина | жіноча боротьба, до 75 кг | 8     |
| Європейські ігри 2019 | Угорщина | жіноча боротьба, до 76 кг | 13    |

### Виступи на Кубках світу
| Змагання                    | Збірна   | Вагова категорія          | Місце |
| --------------------------- | -------- | ------------------------- | ----- |
| Кубок світу з боротьби 2014 | Угорщина | жіноча боротьба, до 75 кг | 7     |
| Кубок світу з боротьби 2020 | Угорщина | жіноча боротьба, до 76 кг | 8     |

### Виступи на інших змаганнях
| Змагання                                                         | Збірна   | Вагова категорія          | Місце  |
| ---------------------------------------------------------------- | -------- | ------------------------- | ------ |
| Золотий Гран-прі з боротьби 2012 (Кліппан )                      | Угорщина | жіноча боротьба, до 72 кг | 9      |
| Олімпійський кваліфікаційний турнір з боротьби 2012 (Тайюань)    | Угорщина | жіноча боротьба, до 72 кг | 12     |
| Гран-прі Німеччини з боротьби 2012                               | Угорщина | жіноча боротьба, до 72 кг | 9      |
| Гран-прі Німеччини з боротьби 2013                               | Угорщина | жіноча боротьба, до 72 кг | 11     |
| Nordhagen Classics 2013                                          | Угорщина | жіноча боротьба, до 72 кг | Бронза |
| Flatz Open 2014                                                  | Угорщина | жіноча боротьба, до 75 кг | Срібло |
| Золотий Гран-прі з боротьби 2014 (Париж)                         | Угорщина | жіноча боротьба, до 75 кг | Срібло |
| Klippan Lady Open 2014                                           | Угорщина | жіноча боротьба, до 75 кг | 7      |
| Гран-прі Іспанії з боротьби 2014                                 | Угорщина | жіноча боротьба, до 75 кг | 5      |
| Гран-прі Парижа з боротьби 2015                                  | Угорщина | жіноча боротьба, до 75 кг | 5      |
| Турнір Олександра Медведя 2015                                   | Угорщина | жіноча боротьба, до 75 кг | 5      |
| Турнір Дана Колова — Николи Петрова 2015                         | Угорщина | жіноча боротьба, до 75 кг | 5      |
| Гран-прі Іспанії з боротьби 2015                                 | Угорщина | жіноча боротьба, до 75 кг | 10     |
| Відкритий чемпіонат Польщі з боротьби 2015                       | Угорщина | жіноча боротьба, до 75 кг | 12     |
| Klippan Lady Open 2016                                           | Угорщина | жіноча боротьба, до 75 кг | 5      |
| Олімпійський кваліфікаційний турнір з боротьби 2016 (Зренянин)   | Угорщина | жіноча боротьба, до 75 кг | 9      |
| Олімпійський кваліфікаційний турнір з боротьби 2016 (Улан-Батор) | Угорщина | жіноча боротьба, до 75 кг | Срібло |
| Гран-прі Іспанії з боротьби 2016                                 | Угорщина | жіноча боротьба, до 75 кг | 10     |
| Кубок Європейських націй з боротьби 2016                         | Угорщина | команда                   | 5      |
| Гран-прі Парижа з боротьби 2017                                  | Угорщина | жіноча боротьба, до 75 кг | Бронза |
| Klippan Lady Open 2017                                           | Угорщина | жіноча боротьба, до 75 кг | 10     |
| Київський Міжнародний турнір з боротьби 2017                     | Угорщина | жіноча боротьба, до 75 кг | Срібло |
| Pro Wrestling League 2018                                        | Угорщина | команда                   | Бронза |
| Klippan Lady Open 2018                                           | Угорщина | жіноча боротьба, до 76 кг | 10     |
| Київський Міжнародний турнір з боротьби 2018                     | Угорщина | жіноча боротьба, до 76 кг | Бронза |
| Турнір Дана Колова — Николи Петрова 2018                         | Угорщина | жіноча боротьба, до 76 кг | 5      |
| Відкритий чемпіонат Китаю з боротьби 2018                        | Угорщина | жіноча боротьба, до 76 кг | Бронза |
| Відкритий чемпіонат Польщі з боротьби 2018                       | Угорщина | жіноча боротьба, до 76 кг | 9      |
| Меморіал Іона Корнеану і Ладислава Сімона 2018                   | Угорщина | жіноча боротьба, до 76 кг | Бронза |
| Pro Wrestling League 2019                                        | Угорщина | команда                   | 6      |
| Klippan Lady Open 2019                                           | Угорщина | жіноча боротьба, до 76 кг | 14     |
| Турнір Дана Колова — Николи Петрова 2019                         | Угорщина | жіноча боротьба, до 76 кг | 8      |
| Турнір міста Сассарі з боротьби 2019                             | Угорщина | жіноча боротьба, до 76 кг | 16     |
| Відкритий чемпіонат Польщі з боротьби 2019                       | Угорщина | жіноча боротьба, до 76 кг | 10     |
| Турнір Яшара Догу 2020                                           | Угорщина | жіноча боротьба, до 76 кг | Срібло |
| Київський Міжнародний турнір з боротьби 2021                     | Угорщина | жіноча боротьба, до 76 кг | 8      |
| Олімпійський кваліфікаційний турнір з боротьби 2020 (Будапешт)   | Угорщина | жіноча боротьба, до 76 кг | 9      |
| Турнір Дана Колова — Николи Петрова 2021                         | Угорщина | жіноча боротьба, до 76 кг | Золото |
| Олімпійський кваліфікаційний турнір з боротьби 2020 (Софія)      | Угорщина | жіноча боротьба, до 76 кг | 9      |
| Меморіал Іона Корнеану і Ладислава Сімона 2021                   | Угорщина | жіноча боротьба, до 76 кг | Срібло |

### Виступи на змаганнях молодших вікових груп
| Змагання                                       | Збірна   | Вагова категорія          | Місце  |
| ---------------------------------------------- | -------- | ------------------------- | ------ |
| Літні юнацькі Олімпійські ігри 2010            | Угорщина | жіноча боротьба, до 70 кг | 7      |
| Чемпіонат Європи з боротьби серед кадетів 2011 | Угорщина | жіноча боротьба, до 70 кг | Бронза |
| Чемпіонат світу з боротьби серед кадетів 2011  | Угорщина | жіноча боротьба, до 70 кг | Золото |
| Чемпіонат Європи з боротьби серед юніорів 2011 | Угорщина | жіноча боротьба, до 72 кг | 12     |
| Чемпіонат світу з боротьби серед юніорів 2011  | Угорщина | жіноча боротьба, до 72 кг | 5      |
| Чемпіонат Європи з боротьби серед юніорів 2012 | Угорщина | жіноча боротьба, до 72 кг | 8      |
| Чемпіонат Європи з боротьби серед юніорів 2013 | Угорщина | жіноча боротьба, до 72 кг | Срібло |
| Чемпіонат світу з боротьби серед юніорів 2013  | Угорщина | жіноча боротьба, до 72 кг | 11     |
| Чемпіонат Європи з боротьби серед юніорів 2014 | Угорщина | жіноча боротьба, до 72 кг | Срібло |
| Чемпіонат світу з боротьби серед юніорів 2014  | Угорщина | жіноча боротьба, до 72 кг | 13     |
| Чемпіонат Європи з боротьби серед молоді 2015  | Угорщина | жіноча боротьба, до 75 кг | Бронза |
| Чемпіонат Європи з боротьби серед молоді 2016  | Угорщина | жіноча боротьба, до 75 кг | Золото |
| Чемпіонат Європи з боротьби серед молоді 2017  | Угорщина | жіноча боротьба, до 75 кг | Золото |
| Чемпіонат світу з боротьби серед молоді 2017   | Угорщина | жіноча боротьба, до 75 кг | 13     |